# Casa de la cascada
La residencia Kaufmann, más conocida como la casa de la cascada (del inglés: Fallingwater), es una vivienda diseñada por el arquitecto estadounidense Frank Lloyd Wright, y construida entre 1936 y 1939 sobre una cascada del río Bear Run, en el condado de Fayette del estado de Pensilvania (Estados Unidos). Hoy en día Fallingwater es un monumento nacional en Estados Unidos que funciona como museo y pertenece al Western Pennsylvania Conservancy.
Frank Lloyd Wright (1867-1959) es ampliamente considerado como el mejor arquitecto estadounidense, y a su vez, la "casa de la cascada" su obra maestra, así como uno de los hitos principales de la arquitectura del siglo XX. Llamada «la residencia más famosa que se haya construido», se convirtió en un icono de la época tras ocupar la portada de la revista Time en enero de 1938. El American Institute of Architects la ha juzgado como «la mejor obra de la arquitectura estadounidense de la historia».
Diseñada entre 1934 y 1935, y construida durante los años 1936 y 1937 en Pensilvania, Fallingwater fue la casa de campo para Edgar Kaufmann, su esposa Liliane y su hijo Edgar Jr., dueños de unos grandes almacenes en Pittsburgh. La Casa de la Cascada se convirtió en la casa de los fines de semana para la familia desde 1937 hasta 1963. Cuando el matrimonio Kaufmann murió, el hijo donó la Casa de la Cascada, junto con más de 600 hectáreas de terreno circundante, a la asociación Western Pennsylvania Conservancy. Desde 1964, año en que se abrió al público, la Casa de la Cascada ha recibido a cuatro millones y medio de visitantes (datos de 2011).
Fallingwater sigue los principios de arquitectura orgánica enfatizados por Wright en su escuela y estudio Taliesin. Básicamente consiste en integrar en una unidad (edificación) los factores ambientales del lugar, uso y función, materiales nativos, el proceso de construcción y el ser humano o cliente. 
En 2019 fue declarada Patrimonio de la Humanidad por la Unesco dentro del sitio La arquitectura del siglo XX de Frank Lloyd Wright.

## Historia
La casa de la cascada se encuentra situada en un paraje llamado Mill Run, municipio de Stewart, en el condado de Fayette del estado de Pensilvania (Estados Unidos). Se encuentra a las afueras de Pittsburgh, a tan solo dos horas en tren de la ciudad. En dicho lugar se establecieron desde finales del siglo XIX varias asociaciones masónicas, que levantaron varias construcciones de madera. Más tarde, el lugar pasaría a ser un campamento de verano para empleados de los "Grandes Almacenes Kaufmann's", de Pittsburg. Durante la Gran Depresión, el campamento quedó sin uso y pasó a manos del propietario de los almacenes, Edgar J. Kaufmann.
Los Kaufmann comenzaron a utilizar el lugar para sus vacaciones, pero las construcciones existentes estaban en mal estado, por lo que decidieron levantar una nueva casa de campo, y contactaron con Frank Lloyd Wright para que la diseñara. Inicialmente, la localización preferida de los Kaufmann para su residencia de verano era frente a una pequeña cascada formada por el riachuelo Bear Run. Wright pidió un estudio topográfico del área alrededor de la cascada, que fue realizado por la compañía Fayette Engineering de Uniontown, que incluyó todas las rocas, árboles y curvas de nivel. Posteriormente, Wright creó un nuevo mapa en que precisaba el diámetro de los troncos de los árboles y la especie a la que pertenecían.
El proceso de diseño se retrasó en parte porque Wright se encontraba centrado en el diseño de su Broadacre City, un modelo de ciudad dispersa en el que cada vivienda tendría un acre de terreno. Tras varios meses sin haber trabajado casi en el proyecto de la casa, en septiembre de 1935 recibió la noticia de la inminente visita de su cliente. Según el testimonio de uno de sus empleados, en apenas dos horas dibujó los primeros bocetos y los planos de la casa sobre la cascada. Ante la sorpresa de Kaufmann, que esperaba que colocase la casa junto a la cascada y no sobre ella, Wright le contestó: «Quiero que viváis con la cascada, no sólo que la miréis sino que se convierta en parte integral de vuestras vidas.»

## Descripción

### Relación con el entorno

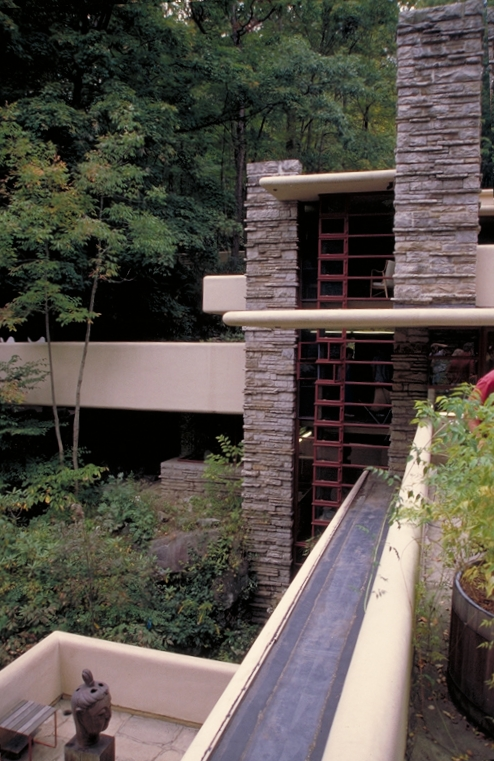
La verticalidad del "corazón" de la casa contrasta con las terrazas y voladizos horizontales.

El terreno en el que se ubica la casa tiene abundantes afloramientos de roca que sirvieron de cimentación del edificio. La zona tiene un relieve ligeramente accidentado y un bosque de árboles caducifolios que se mantiene prácticamente virgen, ya que solo un camino peatonal conduce a la casa. Aparece como protagonista el arroyo Bear Run, en el cual está la cascada de la casa. Del terreno del lugar se extrajeron rocas que conforman la mampostería de la parte baja de las fachadas del edificio, colocadas en ese lugar para crear una progresión desde la roca natural del suelo hasta el hormigón de las partes altas. El resto de las fachadas es de color crema, color contrastante con el entorno verde o marrón (según la estación). Otro elemento contrastante de la casa son las formas ortogonales que tienen los voladizos y las paredes.
El edificio guarda una relación con el entorno que claramente es de respeto y adaptación al medio. Así, los cimientos de la casa son las rocas del lugar, y algunas de ellas sobrepasan el ancho forjado de la primera planta asomándose junto a la chimenea. Gran parte de la casa está en voladizo, situado encima del arroyo. Los ingenieros de Wright no confiaron en que esa estructura fuese a aguantar y aconsejaron a Wright que rectificara. Venciendo un tanto su orgullo de arquitecto, Wright permitió la adición de unas piezas metálicas que sostienen al voladizo, el cual aún sigue en pie después de sufrir los efectos de un tornado. La casa, de tres plantas, se extiende horizontalmente con prominentes voladizos y terrazas, sin embargo hay un núcleo que crece verticalmente, en el que está la chimenea, y cuyas ventanas se extienden verticalmente, pasando de una planta a otra, y dejando a la vista los forjados. Este núcleo vertical es algo así como el “corazón” de la Casa de la Cascada. 

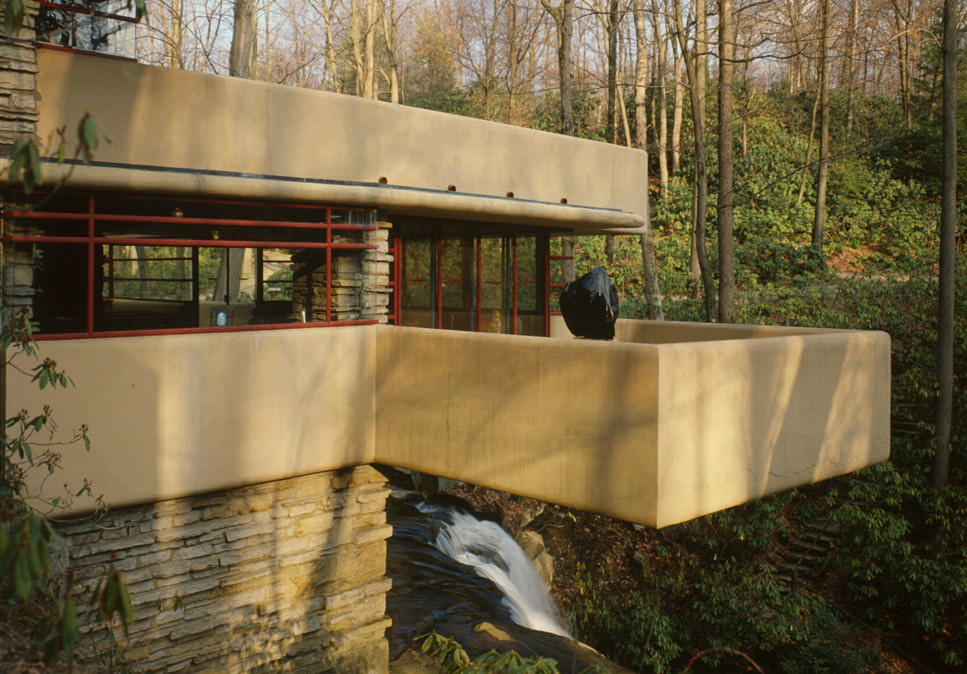
Una de las terrazas que mira al sur.

En la cara norte de la casa, la opuesta a la que “vuela” sobre el arroyo, hay una serie de pérgolas a modo de toldo que transcurren desde la pared exterior hasta un talud de piedra que se eleva sobre el camino que conduce a la entrada. A este sitio se le conoce como el “bosque de la casa”. Dos pérgolas describen un arco que esquiva el tronco de dos árboles. Este recurso lo usó Wright para dejar claro el respeto a la naturaleza con el que está diseñada la casa. Las sombras que proyectan las pérgolas se asemejan a las de los troncos, efecto que hace que la sombra de la casa se difumine en las de los árboles. En el suelo de la terraza del despacho del señor Kaufmann Wright planteó dos grandes orificios para que fueran penetrados por un par de árboles, los cuales murieron durante la construcción de la vivienda y, en consecuencia, finalmente no se  ejecutaron dichas aberturas.
Al parecer E. J. Kaufmann desconfió del cálculo estructural de Wright, encargó un estudio de ingeniería y secretamente aumentó acero en la estructura, lo que motivó la ira del arquitecto quien le recriminó su falta de confianza. Lo cierto es que los ingenieros tenían la razón, gracias a ese acero extra la construcción pudo resistir mejor el paso de los años y los embates de la naturaleza. No obstante, ya en los años 90 se observaba una deflexión de los voladizos hasta 20 cm. Trabajos de postensado en cable de acero en 2001 lograron estabilizar la estructura del voladizo.

### Interior de la casa

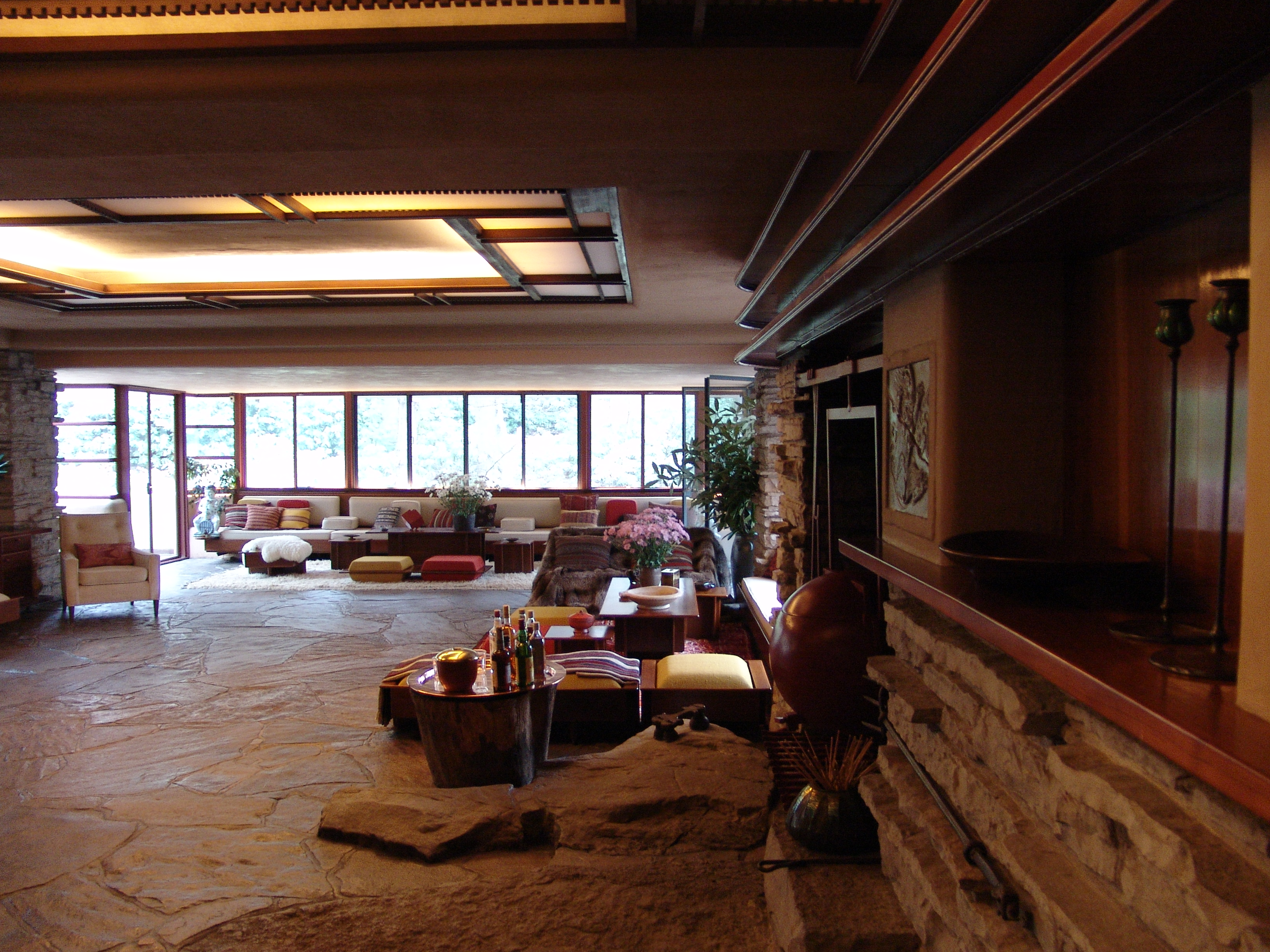
Vista interior de la sala de estar.

En el interior de la Casa de la Cascada encontramos habitaciones singulares por su distribución, ubicación y acabados. Al entrar en la casa por la puerta principal, situada en la cara norte, accedemos a una pequeña habitación con función de recibidor ubicada bajo las escaleras que conducen a la segunda planta. Pasada dicha habitación se entra en la sala de estar, el habitáculo más grande de la casa desde el que se divisan unas vistas espléndidas del bosque que rodea la vivienda. Al entrar, frente por frente está el llamado “rincón de la música”, cuya etimología se desconoce, a la derecha está la zona con sofás y detrás del “rincón de la música” está la “escalera del agua”, llamada así porque baja a una pequeña plataforma que está junto al arroyo. Para bajar por esta es necesario abrir unas mamparas correderas de vidrio. Los escalones de la “escalera del agua” están colgados de unos cables en tracción unidos al primer forjado. 
Las paredes de la sala de estar, al igual que las del resto de la casa, son iguales que las de fuera, con partes de mampostería de piedra del lugar. El suelo es de piedra marrón y el techo tiene un diseño que envuelve a las lámparas incluidas en el mismo, diseñadas expresamente para esta casa. Según se entra al comedor, a mano derecha, está la chimenea, rodeada de piedras naturales que afloran del suelo. A su izquierda está la “bola del vino”, un contenedor rojo circular provisto de una bisagra que posibilita colocarlo sobre el fuego para calentar la bebida que contiene. A ambos lados de la habitación hay una puerta que conduce a una terraza. La del lado este tiene a su vez una escalera exterior que lleva a la terraza del dormitorio del hijo de los Kaufmann. A la izquierda de la chimenea está la puerta que conduce a la cocina, una habitación más pequeña que la sala de estar con muebles diseñados por Wright y exclusivos para esta casa, al igual que sucede con el resto de mobiliario de la vivienda. Entre la puerta de la cocina y la escalera está la mesa para comer, empotrada a la pared norte de la sala de estar. 

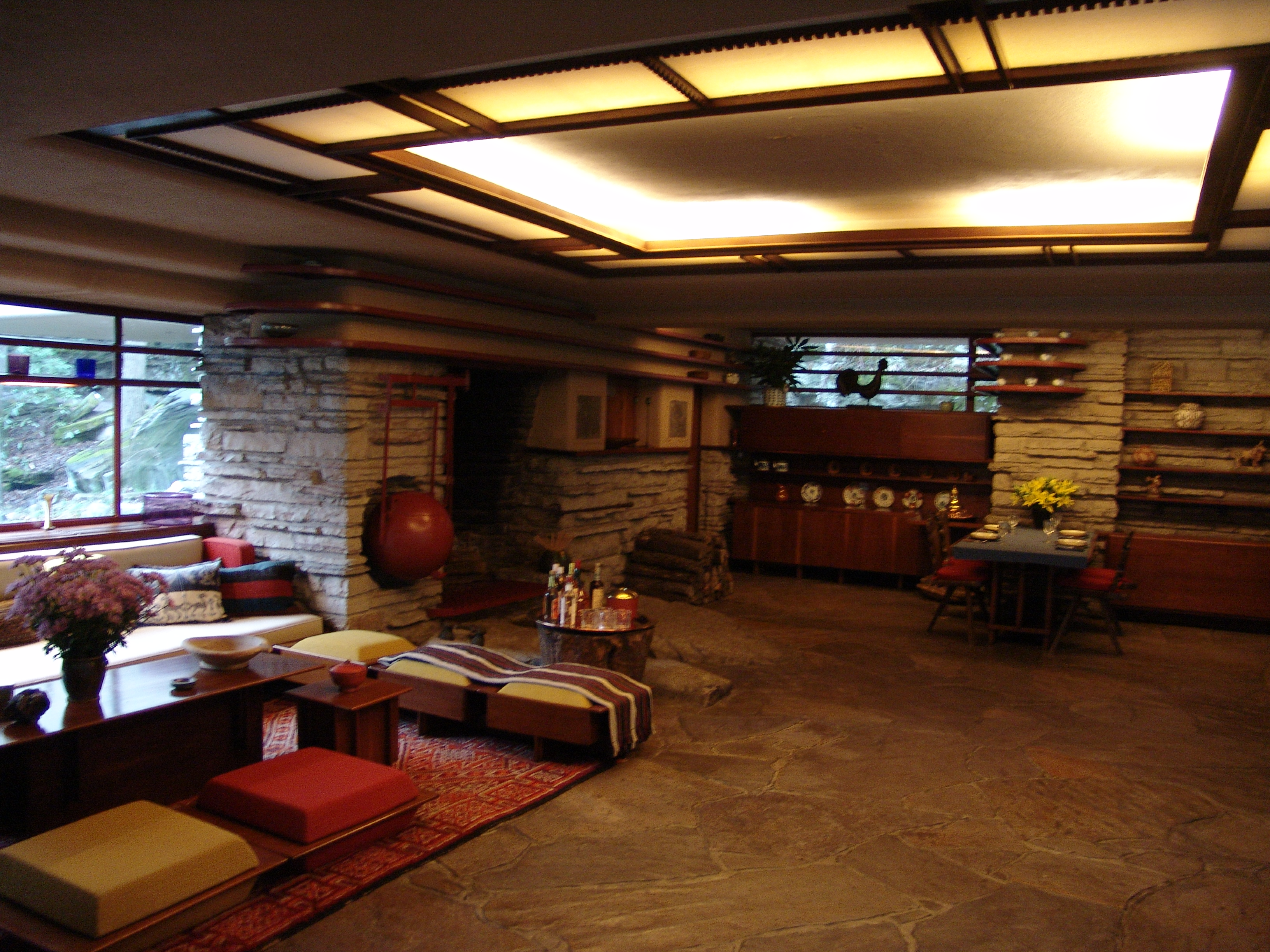
Sala de estar y comedor.

En la segunda planta hay dos dormitorios, dos cuartos de baño y el despacho del señor Kaufmann, así como tres terrazas y las escaleras que conducen al mirador de la tercera planta. Según se accede a esta planta se entra en un pequeño pasillo que distribuye las dependencias. El dormitorio del hijo Kaufmann está sobre el “rincón de la música” de la primera planta, el cual tiene un pequeño cuarto de baño. Al este de este dormitorio está la terraza individual del hijo, en la que hay una escalera exterior que baja a la primera planta. Sobre la zona de sillones de la sala de estar está el dormitorio del matrimonio, el cual cuenta con un pequeño cuarto de baño y una extensa terraza que se extiende en voladizo en dirección sur. En la parte oeste de la segunda planta está el despacho del señor Kaufmann. En esta habitación hay una cama y una escalera que conduce al mirador que hay sobre la segunda planta. La chimenea asoma tanto en el dormitorio del matrimonio como en el despacho. En esta última habitación está la ventana acristalada corrida que se prolonga hasta la cocina. En la pared oeste del estudio hay una puerta que lleva a la terraza del mismo, en la que originariamente había dos árboles que atravesaban el forjado.

## Los Kaufmann y la arquitectura
Desde 1934, Edgar Kaufmann mantendría una estrecha relación con Frank Lloyd Wright, a quien quiso contratar para realizar varios proyectos en Pittsburg. Ese mismo año, Kaufmann financió a Wright para que presentara en Nueva York su modelo de ciudad Broadacre City. Años más tarde, en 1946, encargaría a Richard Neutra el diseño de una casa de vacaciones en el desierto de Arizona, conocida también como casa Kaufmann. 
Su hijo, Edgar Kaufmann Júnior, estudió arquitectura durante un corto periodo de tiempo en la escuela-residencia Taliesin de Frank Lloyd Wright, un lugar en que el arquitecto enseñó a grupos reducidos durante una época en la que no disfrutaba una gran demanda de proyectos debido a la Gran Depresión. Entre 1930 y 1936, Edgar Kaufmann jr. enseñó Historia de la Arquitectura en la Universidad de Columbia. En los años 1960 encargó a Alvar Aalto que acondicionara una sala de conferencias para el Instituto de Educación Internacional, en el edificio que posee frente a la sede de la ONU en Nueva York. Se trata de una de las cuatro únicas obras del arquitecto finlandés en suelo estadounidense.